# Observatorio Astronómico de Monte Hermoso
El Observatorio Astronómico de Monte Hermoso fue fundado en el año 1998 por un grupo de aficionados a la astronomía de la localidad de Monte Hermoso, con el fin de construir un observatorio donde se pudieran reunir y aprender sobre esta ciencia, así como también para acercar las herramientas y los conocimientos a la población en general organizando charlas, observaciones y estudios en el campo de la astronomía.
La herramienta principal del observatorio es un Casseggrain clásico de 500 mm, siendo uno de los observatorios más grandes de la zona sur de la provincia de Buenos Aires. Conjuntamente cuenta con varios telescopios más pequeños construíos por los integrantes. (El telescopio principal se espera esté operativo para fines del año 2010)
En 1998 se gestiona la compra de un vidrio de 500 mm a Francia para la óptica principal del telescopio siendo un BK7 de la Coorning Glass France, el cual fue enviado a los talleres de óptica de la Universidad de La Plata donde se hicieron los trabajos de pulido y plateado para obtener un espejo parabólico.
En septiembre de 2009 el espejo del telescopio llega a Monte Hermoso donde se empieza a trabajar sobre el sistema de giro, tubo y monturas para ensamblarlo.
El Observatorio cuenta con una sala de conferencias para 50 personas donde se realizan charlas, eventos y presentaciones; un pequeño taller de óptica donde los integrantes y aficionados de la zona tienen disponibles las herramientas básicas para crear sus propios telescopios.